# Chen Dong
Chen Dong (chinesisch 陳冬 / 陈冬, Pinyin Chén Dōng; * 12. Dezember 1978 in Luoyang, Provinz Henan) ist ein chinesischer Kampfpilot, Raumfahrer und Verwaltungswissenschaftler. Beim Abschluss der Mission Shenzhou 14 am 4. Dezember 2022 hatte er mit 214 Tagen von allen Mitgliedern des Raumfahrerkorps die meiste Zeit im Weltall verbracht. Seit Mai 2023 ist er Kommandant des Raumfahrerkorps der Volksbefreiungsarmee.

## Jugend und Dienst in der Luftwaffe
Chen Dong wurde am 12. Dezember 1978 als zweiter Sohn der bei der Luoyanger Kupferfabrik (洛阳铜加工厂, seit 2005 „Luoyang Copper Group“) beschäftigten Arbeiter Chen Shulin (陈树林) und Huang Yan (黄焱) in Luoyang geboren. Sein Bruder war vier Jahre älter als er, die Familie stammt ursprünglich aus Zhengzhou.
In der Grundschule war Chen Dong noch sehr undiszipliniert und galt als Problemkind, fing sich dann aber und war während seiner ganzen Zeit am Werksgymnasium (heute das 22. Stadtgymnasium von Luoyang) Klassensprecher.
Als die Luftstreitkräfte der Volksrepublik China 1997 – er stand gerade kurz vor dem Abitur – Piloten suchten, meldete er sich freiwillig. Chen Dong war sportlich und zeigte gute schulische Leistungen. Er bestand die Musterung mit ausgezeichnetem Ergebnis und wurde an der Pilotenakademie der chinesischen Luftwaffe in Changchun aufgenommen.
Am 1. August 1997 trat er in die Volksbefreiungsarmee ein. Auch dort hatte er zunächst Schwierigkeiten mit der Disziplin, gewöhnte sich dann aber an das Soldatenleben. Im April 1999 trat er in die Kommunistische Partei Chinas ein. Nach dem Abschluss seiner Ausbildung stieg er zunächst zum Staffelführer, dann zum Gruppenführer auf. Chen Dong absolvierte 1500 unfallfreie Flugstunden, wofür ihm das Tätigkeitsabzeichen Militärluftfahrzeugführer der Stufe I verliehen wurde. Sein letzter Dienstgrad bei der Luftwaffe war Oberstleutnant.

## Dienst im Raumfahrerkorps
Chen Dong flog ein Erdkampfflugzeug. Als er 2003 hörte, dass Yang Liwei, Chinas erster Mensch im All, zu Beginn seiner Laufbahn ebenfalls Jagdbomber-Pilot gewesen war, wuchs in ihm der Wunsch, Raumfahrer zu werden.
2009 begann der Auswahlprozess für eine zweite Gruppe von Raumfahrern, wie 1995 bei der ersten Auswahlgruppe zunächst auf der Basis von Personalakten. Chen Dong wurde hierbei in die engere Wahl gezogen und erhielt den Befehl, sich in seiner Kaserne einer Ganzkörperuntersuchung zu unterziehen. Zu diesem Zeitpunkt befand er sich jedoch mit seiner Fliegenden Gruppe auf einem Manöver in Nordwestchina. Damit hätte seine Raumfahrerlaufbahn geendet, bevor sie überhaupt begonnen hatte. Nach der Rückkehr aus dem Manöver erhielt er jedoch erneut einen Befehl, sich zur körperlichen Untersuchung einzufinden. Diese bestand er problemlos und wurde zu den psychologischen Tests nach Peking geladen. Dort war es Generalmajor Yang Liwei, der das mehr als einstündige Vorstellungsgespräch mit ihm führte. Am 7. Mai 2010 wurde Chen Dong zusammen mit sechs weiteren Kampfpiloten, darunter zwei Frauen, in das Raumfahrerkorps der Volksbefreiungsarmee aufgenommen.

### Shenzhou 11
Mit fast 32 Jahren und als Kommandant einer Fliegenden Gruppe musste Chen Dong nun auf die Schulbank zurückkehren und sich mit Dingen wie Astronomie, Raumfahrttechnik und Inertialsystemen befassen. Dies fiel ihm zu Beginn sehr schwer. Im Laufe der folgenden zwei Jahre fand er sich jedoch in die Schülerrolle und bestand 2012 problemlos die erste Raumfahrerprüfung, eine Art Vordiplom, wo noch keine Außenbordeinsatz-Qualifikation gefordert wird. Für die Missionen Shenzhou 9 und Shenzhou 10 zum Raumlabor Tiangong 1 wurden neben zwei älteren Raumfahrern, jeweils einer davon bereits mit Weltraumerfahrung, die beiden Frauen der Auswahlgruppe 2010 eingeteilt. Da Chen Dong in jener Auswahlgruppe jedoch immer die besten Trainingsergebnisse gezeigt hatte, stand seine Teilnahme an der Mission Shenzhou 11 schon früh fest. Offiziell für den Flug ausgewählt wurden er allerdings erst im Juni 2016, nach einem 33-tägigen Probeaufenthalt in einem hermetisch verschlossenen Modell des Raumlabors.
Ab 2015 absolvierte er zusammen mit seinem Partner Jing Haipeng – die chinesischen Raumfahrer trainieren immer als feste Mannschaft – mehr als 3000 Übungsstunden, um sich auf den Flug zu dem neuen Raumlabor Tiangong 2 vorzubereiten. Bei dieser Mission war ein einmonatiger Aufenthalt im Weltall geplant, und die beiden mussten eine Vielzahl von Experimenten betreuen, von Weltraumwissenschaft und Ingenieurwesen bis zu Medizin, Biologie und Landwirtschaft.
Am 16. Oktober 2016 starteten Chen Dong und Jing Haipeng vom Kosmodrom Jiuquan zum Raumlabor, wo sie zwei Tage später andockten. Sie blieben bis zum 17. November 2016, also fast 30 Tage, an Bord von Tiangong 2 und kehrten am 18. November zur Erde zurück. Wegen des starken Nordwestwinds, der an jenem Tag in der Inneren Mongolei wehte, ging ihre Kapsel nicht auf dem Hauptlandeplatz der Strategischen Kampfunterstützungstruppe nieder, sondern wurde 200 km nach Osten abgetrieben. Schließlich landeten die beiden Raumfahrer wohlbehalten auf dem Gebiet des Rechten Söned-Banners in der Nähe der Taktischen Heeresausbildungsbasis Zhurihe (中国人民解放军陆军朱日和合同战术训练基地).
Für seine Verdienste während der Mission wurde er am 26. Dezember 2016 vom Zentralkomitee der Kommunistischen Partei Chinas, dem Staatsrat der Volksrepublik China und der Zentralen Militärkommission in einer gemeinsamen Entschließung zum „Heldenhaften Raumfahrer“ (英雄航天员) ernannt und ihm der Raumfahrtverdienstorden 3. Klasse (三级航天功勋奖章) verliehen.

### Shenzhou 14
Ab Anfang 2019 trainierten die Mitglieder des Raumfahrerkorps für die Bauphase der Chinesischen Raumstation. Im Dezember 2019 wurde Chen Dong dann zusammen mit Liu Yang und Cai Xuzhe, beide ebenfalls von der Auswahlgruppe 2010, für die Mission Shenzhou 14 eingeteilt.
Chen Dong war zwar der jüngste der drei, aufgrund seiner Erfahrung im Raumlabor Tiangong 2 wurde er jedoch zum Mannschaftskommandanten ernannt. Damit war er der erste Kommandant, der der Auswahlgruppe 2010 entstammte. Von da an trainierten Chen, Liu und Cai immer als geschlossene Gruppe.
Diese Mannschaftszusammenstellung ist insofern ungewöhnlich, als nun erstmals kein älterer Raumfahrer von der Auswahlgruppe 1998 dabei war. Shenzhou 14 ist die bislang anspruchsvollste Mission des bemannten Raumfahrtprogramms der Volksrepublik China; in einem komplizierten Verfahren müssen die Wissenschaftsmodule Wentian und Mengtian an das Kernmodul Tianhe montiert werden. Beim Chinesischen Raumfahrer-Ausbildungszentrum, ging man davon aus, dass die drei jungen Leute durch ihren geringen Altersunterschied von zweieinhalb Jahren und weil sie seit ihrem Eintritt ins Raumfahrerkorps viel Zeit miteinander verbracht hatten und sich gegenseitig gut kannten, ähnlich denken und in Krisensituationen ohne lange Diskussionen rasch Lösungen finden würden.
Am 5. Juni 2022 hob Chen Dong zusammen mit seinen Kollegen zur Raumstation ab, wo sie sieben Stunden nach dem Start ankamen.
Nachdem das Wissenschaftsmodul Wentian am 24. Juli 2022 zunächst an der Bugschleuse angedockt war, nahmen die Raumfahrer es im Laufe des folgenden Monats in Betrieb. Hierfür mussten zwar Geräte entriegelt und ein mehr als 100 kg schwerer, vom Frachtraumschiff Tianzhou 4 im Mai 2022 zur Station gebrachter Momentenkreisel montiert werden, hierbei handelte es sich jedoch nur um Innenarbeiten. Bei der Chinesischen Raumstation werden Strom, Kühlflüssigkeit und Treibstoff über Verbindungen und Löcher in den Koppelringen durch alle Module geleitet – Außenbordeinsätze zum Verlegen von Leitungen sind nicht nötig.
Der erste, fünfeinhalbstündige Außenbordeinsatz der Mission fand am 1. September 2022 statt. Chen Dong verließ die Station zusammen mit Liu Yang, danach hatte jedoch jeder der beiden seine eigenen Aufgaben. Chen Dong montierte eine zusätzliche Pumpeneinheit für die Klimaanlage, die bei einem Ausfall der Hauptpumpe im Inneren des Moduls als Reserve zur Verfügung stehen würde, sowie eine Werkzeugkiste neben der Ausstiegsschleuse des Wissenschaftsmoduls Wentian, wo die Fußverankerung für den mechanischen Arm und andere nicht strahlungsempfindliche Dinge zwischen den Außenbordeinsätzen gelagert werden.
Beim zweiten Außenbordeinsatz der Mission am 17. September 2022 assistierte Chen Dong zunächst seinem Kollegen Cai Xuzhe von der Schleusenluke aus und verließ erst zwei Stunden nach Beginn des Einsatzes selbst die Station. Er half Cai Xuzhe bei der Montage einer Pumpeneinheit für die Temperaturregelung der auf der Außenseite des Wissenschaftsmoduls Wentian angebrachten Nutzlasten, dann wurde eine Rettungsübung durchgeführt. Die beiden begaben sich gut 5 m von der Schleuse weg in den Bereich der Arbeitssektion des Moduls. Nun mimte Cai Xuzhe einen bewusstlosen Raumfahrer, der sich nicht mehr an den Griffstangen der Station festhalten konnte und nur noch an den Sicherheitsleinen hing. Chen Dong musste, nachdem er eine seiner beiden Sicherheitsleinen mit einer der Leinen von Cai Xuzhe verbunden hatte, seinen mit Raumanzug fast 200 kg schweren Kollegen zur Schleuse schleppen, ohne dabei Dinge an der Außenwand der Station zu beschädigen.
Beim dritten Außenbordeinsatz der Mission montierte Chen Dong am 17. November 2022 zusammen mit Cai Xuzhe jeweils eine mit Griffstangen versehene Verbindungsstrebe zwischen dem Wissenschaftsmodul Wentian und dem Kernmodul Tianhe sowie dem Wissenschaftsmodul Mengtian und dem Kernmodul Tianhe. Diese „Gebäudebrücken“ ermöglichen es den Raumfahrern, über die Koppeladapter hinweg zur Kugelschleuse des Kernmoduls zu klettern.
Danach brachte Chen Dong noch eine Außenkamera des Wissenschaftsmoduls Wentian in eine höhere Position. Anders als die Kameras am Kernmodul sind die Kameras an den Wissenschaftsmodulen auf herausziehbaren Sockeln montiert. Chen Dong brauchte nur einige Schrauben zu lösen und dann die Kamera aus der niedrigen Position, die sie beim Start gehabt hatte, um in die Nutzlastverkleidung zu passen, in eine höhere Position zu ziehen, um ihr ein besseres Blickfeld zu verschaffen.
Die Rückkehr zur Erde am 4. Dezember 2022 erfolgte wie bei Shenzhou 13 auf einer schnellen Rückkehrbahn: um 03:01 Uhr UTC koppelte das Raumschiff von der Station ab, um 11:20 Uhr UTC leitete das Raumfahrtkontrollzentrum Peking mit dem Abtrennen des Orbitalmoduls die Landung ein, wofür sich das Raumschiff um 90° gegen den Uhrzeigersinn drehte, sodass die Triebwerke des Servicemoduls zur Erde zeigten. Auf diese Art blieb das Orbitalmodul in einer etwas höheren Umlaufbahn und es bestand keine Kollisionsgefahr mit dem Raumschiff. Anschließend erfolgte eine weitere Drehung um 90°, sodass das Raumschiff mit dem Servicemodul voraus flog, dessen Haupttriebwerke nun gezündet wurden, um die Geschwindigkeit abzubremsen. In einer Höhe von 145 km über der Erde wurde das Servicemodul abgetrennt, und um 12:09 Uhr UTC, also etwas über neun Stunden nach dem Verlassen der Raumstation, landete die Rückkehrkapsel auf dem Ostwind-Landeplatz unweit des Kosmodroms Jiuquan. Mit dem Ende der Mission war Chen Dong der erste chinesische Raumfahrer, der insgesamt mehr als 200 Tage im All verbracht hatte.

## Sonstiges
Neben dem regulären Training und der Vorbereitung auf die Mission Shenzhou 11 studierte Chen Dong ab 2014 an der Fakultät für Organisationsmanagement der Jiaotong-Universität Xi’an Verwaltungswissenschaft. Er hatte sich für dieses Studienfach entschieden, und nicht für Raumfahrttechnik, was in Xi’an ebenfalls unterrichtet wird, weil er während seiner Ausbildung gesehen hatte, wie wichtig eine gute Organisation für den Erfolg von Raumfahrtprojekten war.
2020 machte er dort seinen Abschluss.
Chen Dong, seit 2022 Großberst (大校), ist mit Wang Xiaoyan (汪晓燕) verheiratet, die ursprünglich als Verwaltungsangestellte im Hafenbüro von Jiaxing arbeitete. 2011 wurden ihre Zwillingssöhne geboren.
Im Mai 2023 trat Chen Dong die Nachfolge von Jing Haipeng als Kommandant des Raumfahrerkorps der Volksbefreiungsarmee an (Jing Haipeng flog am 30. Mai 2023 für eine fünfmonatige Mission zur Chinesischen Raumstation). Damit war Chen Dong das erste Mitglied der Auswahlgruppe 2010, das diesen Posten innehatte.